# Eryngium ombrophilum
Eryngium ombrophilum är en flockblommig växtart som beskrevs av Per Karl Hjalmar Dusén och H.Wolff. Eryngium ombrophilum ingår i släktet martornar, och familjen flockblommiga växter. Inga underarter finns listade i Catalogue of Life.